# ANGPTL4
ANGPTL4 (англ. Angiopoietin like 4) – білок, який кодується однойменним геном, розташованим у людей на короткому плечі 19-ї хромосоми. Довжина поліпептидного ланцюга білка становить 406 амінокислот, а молекулярна маса — 45 214.
| 10         |  | 20         |  | 30         |  | 40         |  | 50         |
| ---------- |  | ---------- |  | ---------- |  | ---------- |  | ---------- |
| MSGAPTAGAA |  | LMLCAATAVL |  | LSAQGGPVQS |  | KSPRFASWDE |  | MNVLAHGLLQ |
| LGQGLREHAE |  | RTRSQLSALE |  | RRLSACGSAC |  | QGTEGSTDLP |  | LAPESRVDPE |
| VLHSLQTQLK |  | AQNSRIQQLF |  | HKVAQQQRHL |  | EKQHLRIQHL |  | QSQFGLLDHK |
| HLDHEVAKPA |  | RRKRLPEMAQ |  | PVDPAHNVSR |  | LHRLPRDCQE |  | LFQVGERQSG |
| LFEIQPQGSP |  | PFLVNCKMTS |  | DGGWTVIQRR |  | HDGSVDFNRP |  | WEAYKAGFGD |
| PHGEFWLGLE |  | KVHSITGDRN |  | SRLAVQLRDW |  | DGNAELLQFS |  | VHLGGEDTAY |
| SLQLTAPVAG |  | QLGATTVPPS |  | GLSVPFSTWD |  | QDHDLRRDKN |  | CAKSLSGGWW |
| FGTCSHSNLN |  | GQYFRSIPQQ |  | RQKLKKGIFW |  | KTWRGRYYPL |  | QATTMLIQPM |
| AAEAAS     |  |            |  |            |  |            |  |            |

A: Аланін

C: Цистеїн

D: Аспарагінова кислота

E: Глутамінова кислота

F: Фенілаланін

G: Гліцин

H: Гістидин

I: Ізолейцин

K: Лізин

L: Лейцин

M: Метіонін

N: Аспарагін

P: Пролін

Q: Глутамін

R: Аргінін

S: Серин

T: Треонін

V: Валін

W: Триптофан

Кодований геном білок за функцією належить до білків розвитку. 
Задіяний у таких біологічних процесах, як ангіогенез, диференціація клітин, альтернативний сплайсинг. 
Локалізований у позаклітинному матриксі.
Також секретований назовні.